# Suchara
Il Suchara (in russo Сулхара́?; in buriato Сулхари) è un fiume della Russia siberiana meridionale (Repubblica autonoma della Buriazia), tributario di destra del Chilok. Scorre nel distretto Muchoršibirskij.

## Descrizione
Ha origine sul versante settentrionale dei monti Zaganskij (sugli altopiani della Selenga); scorre in direzione ovest lungo il versante meridionale della valle del Tugnuj (il suo maggior tributario di destra). Dopo 7 km dalla confluenza del Tugnuj sfocia sul lato destro del Chilok, a 38 km dalla foce. Il Suchara ha una lunghezza di 98 km, il bacino è di 4640 km². La portata del fiume, a 20 chilometri dalla foce è di 1,58 m³/s. Il suo canale è tortuoso e ci sono molti canali laterali. La larghezza non supera i 6 metri. Durante la stagione secca, il fiume si prosciuga.